# Schloss Grabow

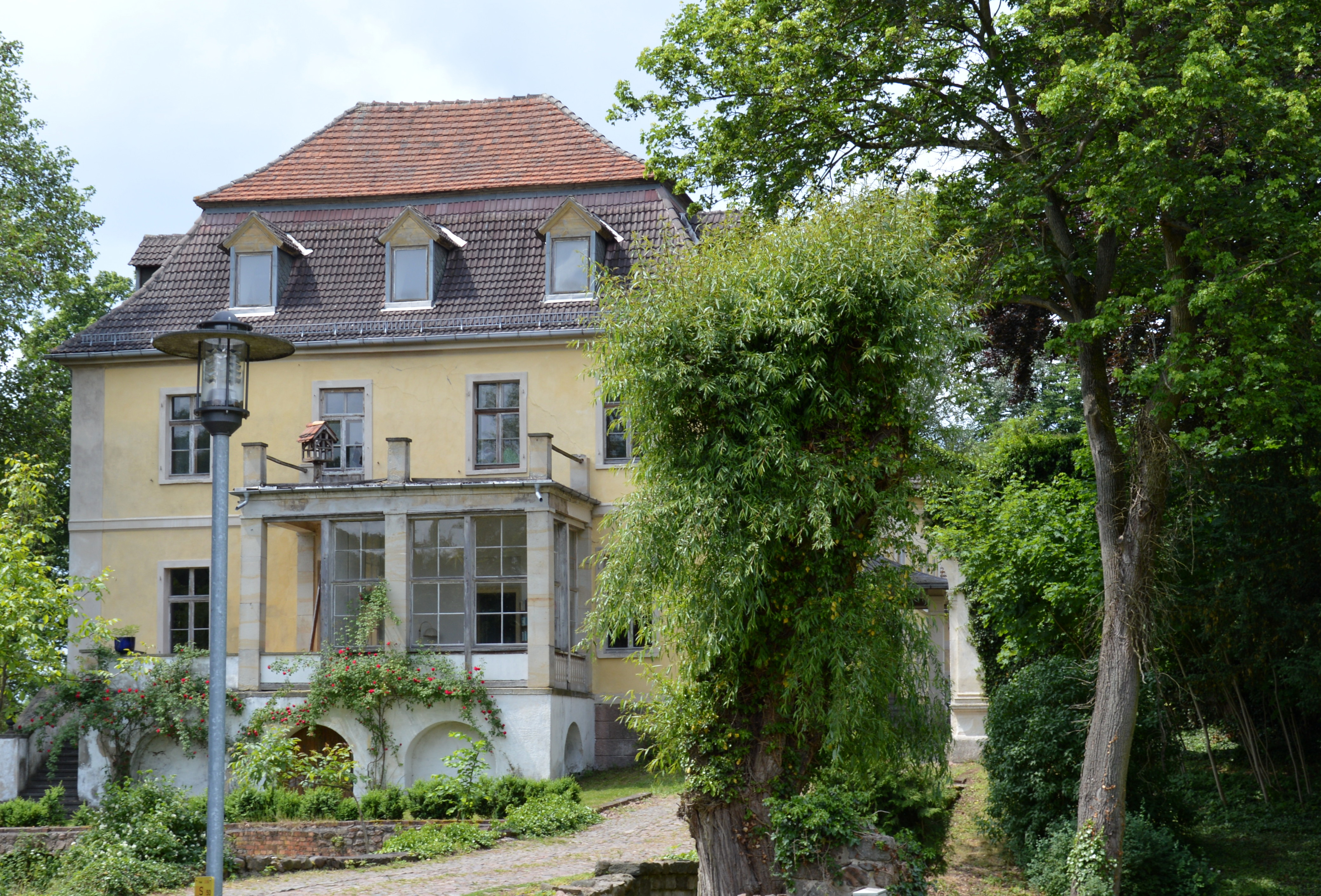
Schloss Grabow

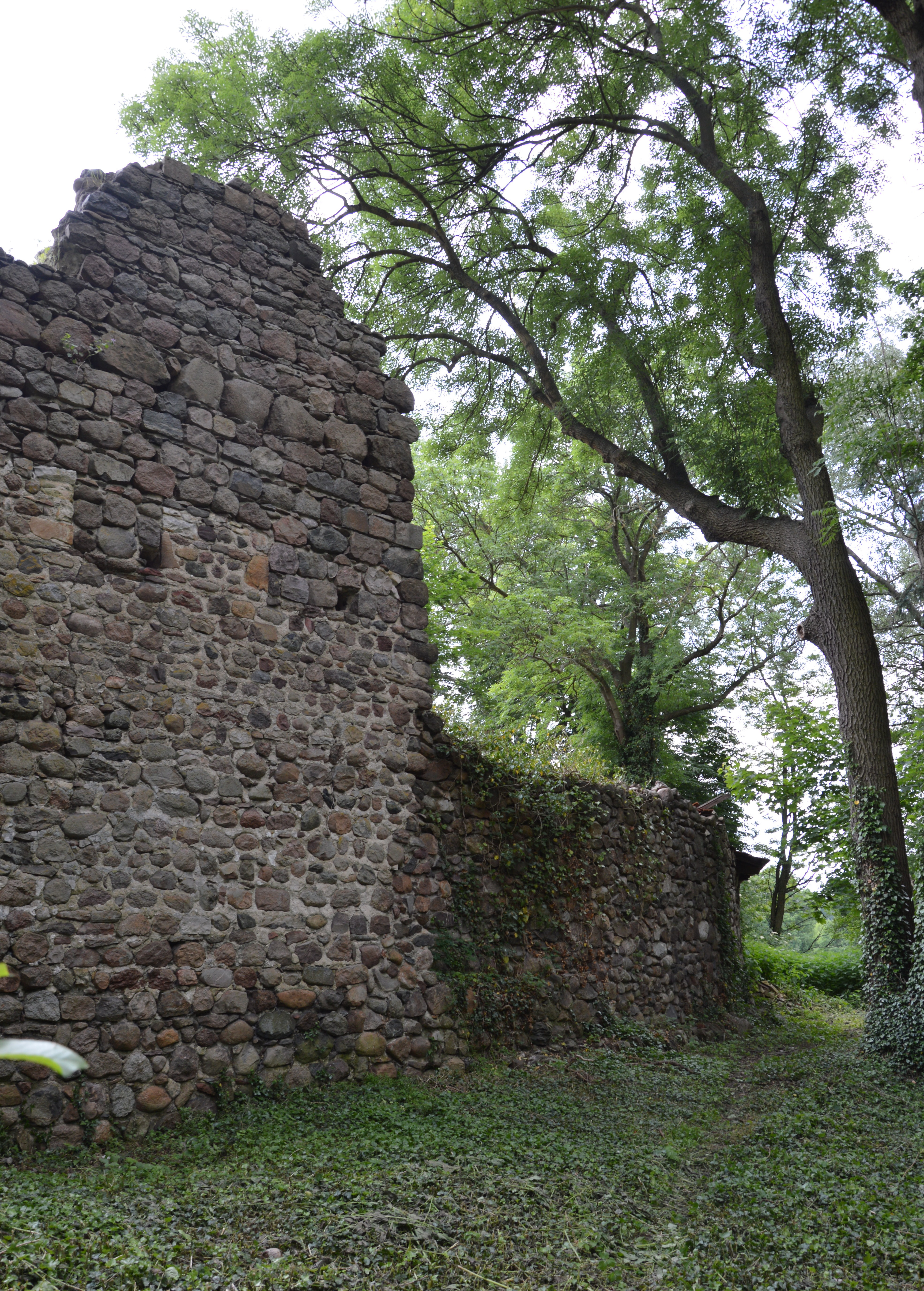
Reste der nördlichen Ringmauer, Außenseite

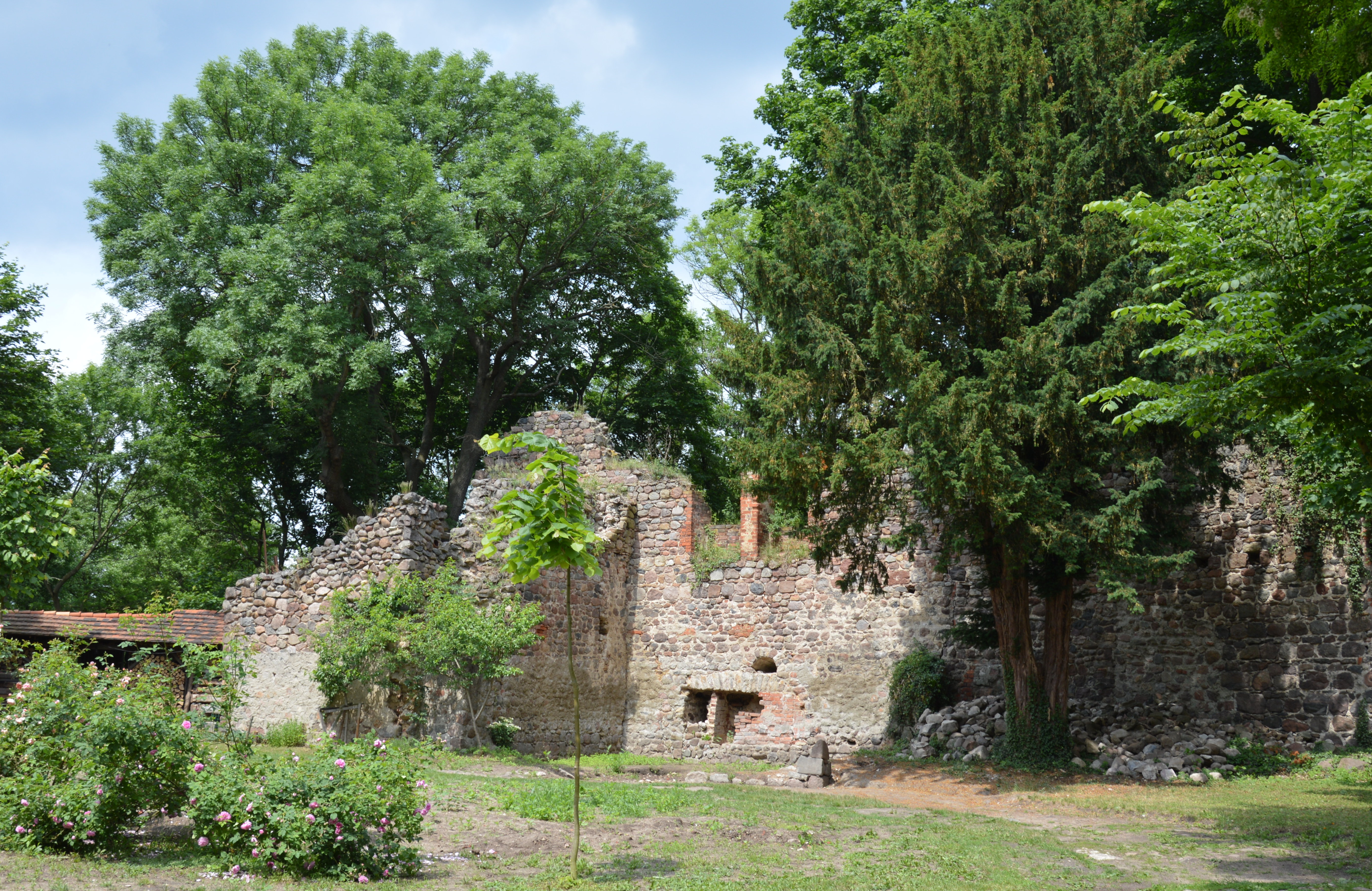
Ringmauer, Innenseite

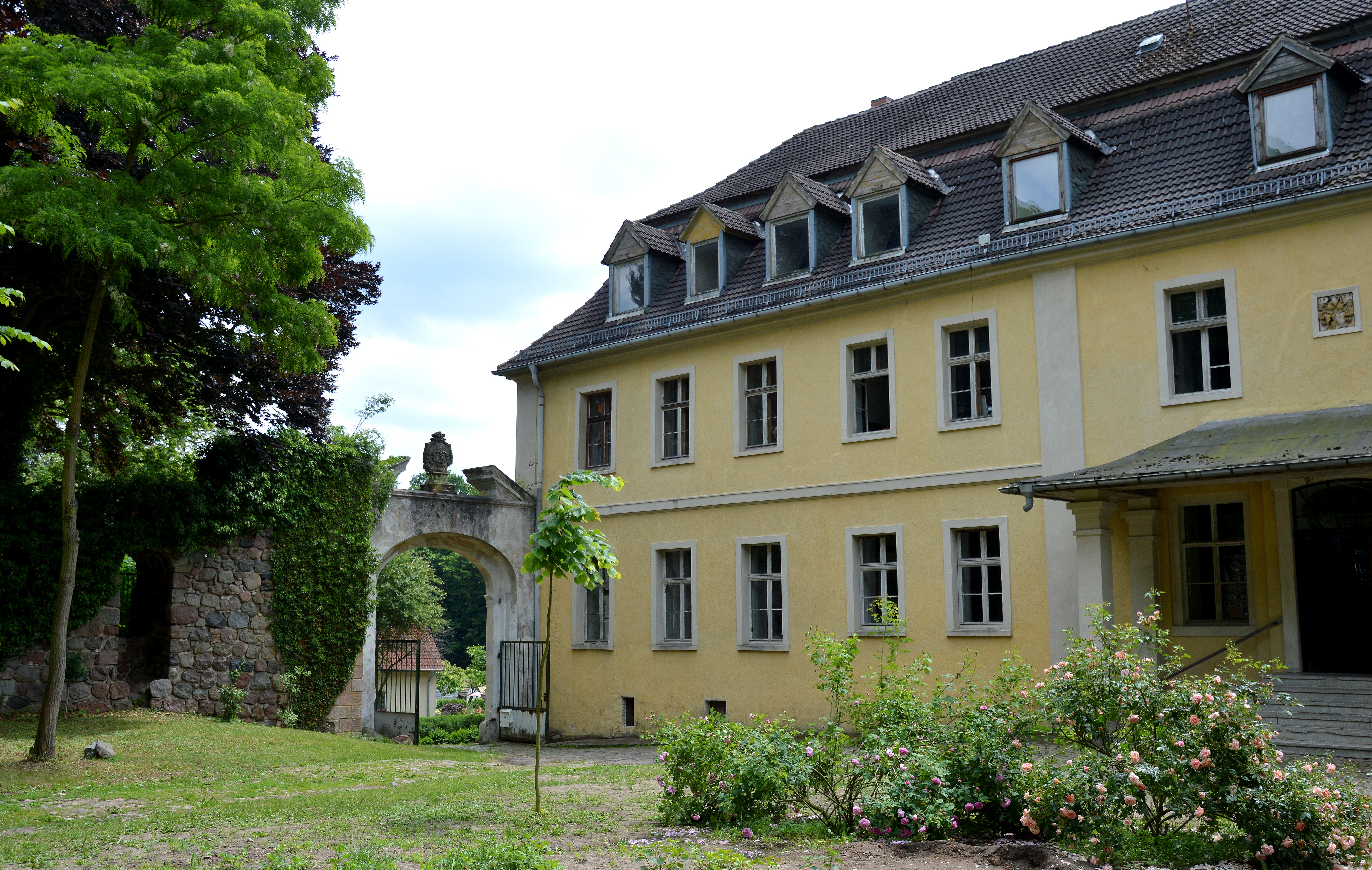
Blick vom Hof zum Portal

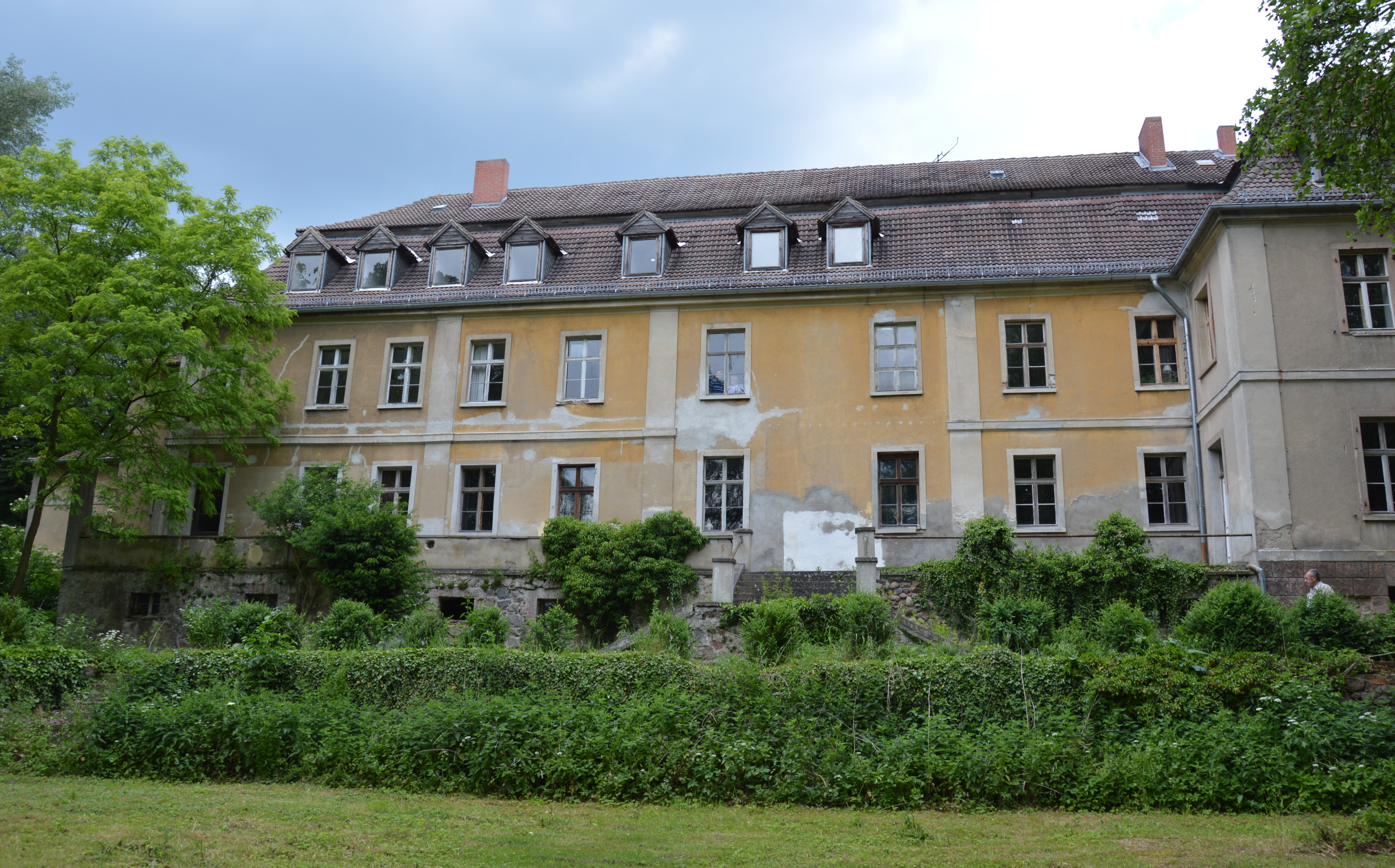
Südseite des Herrenhauses

Das Schloss Grabow, auch als Burg Grabow oder Herrenhaus Grabow bezeichnet, ist eine denkmalgeschützte Schlossanlage an der Adresse Schulstraße 5 im südlichen Teil des zur Stadt Möckern gehörenden Dorfes Grabow in Sachsen-Anhalt. Das Schloss ist sowohl als Baudenkmal wie auch als Bodendenkmal unter Denkmalschutz gestellt.

## Architektur und Geschichte
Die Anlage ging aus einer Wasserburg hervor, die erstmals bereits in der Zeit um 940 erwähnt wurde. Im Jahr 948 wurde die Burg von Otto I. dem Magdeburger Mauritiuskloster gegeben. 1334 ging die Burg an die Familie von Wulffen.
Die Burg wurde als Rundburg angelegt. Sie steht auf einer künstlich aufgeschütteten Erhebung und wurde von einem breiten Wassergraben umgeben. Dieser Ringgraben ist noch heute erhalten. Nach Osten zur Schulstraße hin wird der Graben von einer einfeldrigen Steinbogenbrücke überspannt, über die der zur Burg hin ansteigende Burgzugang führt. Aus der frühen Zeit der Anlage ist im nördlichen Bereich auch ein Teil der Ringmauer erhalten. Sie wurde im 12. Jahrhundert mit einer Höhe von ungefähr sechs Metern errichtet und mit Zinnen bekrönt. Vermutlich in der ersten Hälfte des 13. Jahrhunderts erfolgte eine Erhöhung auf in etwa elf Meter, wobei die ursprünglichen Zinnen zum Teil erkennbar blieben. Als Fragment sind noch Reste eines auf quadratischem Grundriss angelegten Bergfried zu erkennen, der den ursprünglich im nördlichen Teil der Ringmauer befindlichen Zugang zur Burg schützte. Der Zugang zum Inneren der Burg führte durch einen Zwinger von Osten bzw. Norden her.
An der Südostseite des Hofs befindet sich zwischen der nördlich angrenzenden Ringmauer und dem südlich gelegenen Wohnhaus das heutige Eingangsportal. Es entstand Anfang des 18. Jahrhunderts und ist als Korbbogen ausgeführt und wird von einem Sprenggiebel bekrönt.
Die Südseite des Hofs wird vom zweigeschossigen Herrenhaus eingenommen. Das Gebäude wurde 1621 im Barock, wohl unter Einbeziehung ältere Teile, für Hans-Christoph von Wulffen errichtet und 1713 umgestaltet. Vom Vorgängerbau stammt eine oberhalb des Eingangs angebrachte Wappentafel aus dem Jahr 1621. Der große zweigeschossige Bau verfügt über zwölf Achsen und wird schlicht durch Pilaster gegliedert. Der von einem Mansardwalmdach bedeckte Bau wurde in der Zeit um 1900 umgebaut. In dieser Zeit entstand auch ein Wintergarten, der eine Beziehung zum großen Gutspark herstellte, wobei die Sichtbeziehung durch Neubauten in der zweiten Hälfte des 20. Jahrhunderts beeinträchtigt wurde.
Der Gutspark war ab 1901 durch den damaligen Eigentümer Olof von Lindequist angelegt wurden. Es entstanden Brücken und auch Grab- und Gedenksteine für Angehörige der Familien von Lindequist und von Rohr. Der Garten im unmittelbaren Umfeld des Herrenhauses entstand als Terrassengarten. Die alten Burggräben wurden zum Teil zu Teichen erweitert und mit Gehölzen in Form von Kulissen bepflanzt.
In der Zeit nach dem Zweiten Weltkrieg wurde das Schloss enteignet und als Schule und Gemeindeverwaltung genutzt.
Im Jahr 1997 wurde das Schloss von der Familie von Eichborn erworben und dient Wohnzwecken.
Im Denkmalverzeichnis der Stadt Möckern ist das Schloss unter der Erfassungsnummer 094 05692 als Baudenkmal eingetragen.